# Dobry Brat
Dobry Mocoso [pronunciación en polaco: /ˈdɔbrɨ ˈbrat/] es un Asentamiento ubicado en el distrito administrativo de Gmina Osiek, dentro del Condado de Starogard, Voivodato de Pomerania, en Polonia del norte. Se encuentra aproximadamente a 2 kilómetros al oeste de Osiek, a 28 kilómetros al sur de Starogard Gdańeski, y a 73 kilómetros al sur de la capital regional Gdańsk.